# You Cheng
You Cheng (* 11. Januar 1991) ist ein ehemaliger chinesischer Sprinter, der sich auf den 400-Meter-Lauf spezialisiert hat.

## Sportliche Laufbahn
Erste Erfahrungen bei internationalen Meisterschaften sammelte You Cheng im Jahr 2008, als er bei den Juniorenasienmeisterschaften in Jakarta in 46,93 s die Silbermedaille im 400-Meter-Lauf gewann. Im Jahr darauf startete er mit der chinesischen 4-mal-400-Meter-Staffel bei den Asienspielen in Guangzhou und verhalf dem Team zum Finaleinzug und trug somit zum Gewinn der Bronzemedaille bei. Im September 2013 bestritt er bei den Nationalen Spielen in Shenyang seinen letzten offiziellen Wettkampf und beendete daraufhin seine aktive sportliche Karriere im Alter von 22 Jahren. 

## Persönliche Bestzeiten
- 400 Meter: 46,50 s, 6. August 2010 in Jinan
  - 400 Meter (Halle): 47,57 s, 30. März 2010 in Chengdu